# Вегенер (місячний кратер)
Кра́тер Ве́генер (лат. Wegener) — метеоритний кратер у північній півкулі зворотного боку Місяця. Назву присвоєно на честь німецького геофізика, геолога, астронома і метеоролога, автора теорій руху літосферних плит та ударного походження кратерів на планетах земної групи Альфреда Лотара Вегенера (1880—1930) й затверджено Міжнародним астрономічним союзом у 1970 році. Утворення кратера відбулося у нектарському періоді.

## Опис кратера

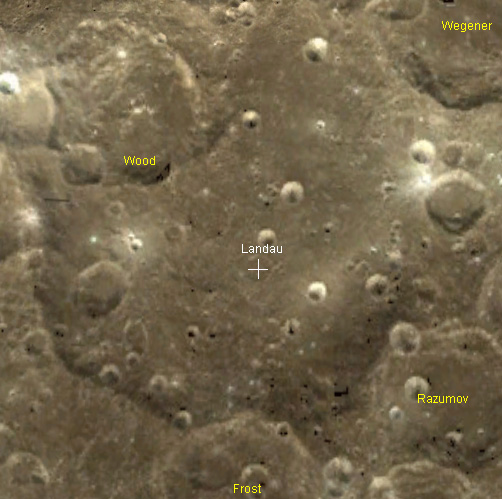
Околиці кратера Вегенер. Екранна світлина програми World Wind Moon 1.3.

Найближчими сусідами кратера є кратер Вуд на заході; кратер Стефан на північному сході, кратер Разумов на півдні, кратер Ландау на південному заході. Селенографічні координати центра кратера 45°13′ пн. ш. 113°49′ зх. д. / 45.21° пн. ш. 113.81° зх. д., діаметр 95,8 км, глибина 2,82 км.
Кратер помірно зруйнований, його внутрішній та зовнішній схили перекриті декількома невеликими кратерами, південно-західна частина валу частково перекриває сусідній кратер Ландау. Висота валу кратера над навколишньою місцевістю сягає 1410 м, об'єм кратера становить приблизно 7400 км³. Внутрішній схил валу значно ширший у південній частині й утворює пересічену місцевість у південній частині чаші кратера. У західній частині чаші є помітний кратер, що прилягає до внутрішнього схилу. Решта дна чаші пласка й не має значних структур.

## Сателітні кратери
| Вегенер | Координати                                                  | Діаметр, км |
| ------- | ----------------------------------------------------------- | ----------- |
| K       | 43°11′ пн. ш. 112°16′ зх. д. / 43.18° пн. ш. 112.26° зх. д. | 31,2        |
| W       | 47°07′ пн. ш. 116°25′ зх. д. / 47.11° пн. ш. 116.41° зх. д. | 51,8        |

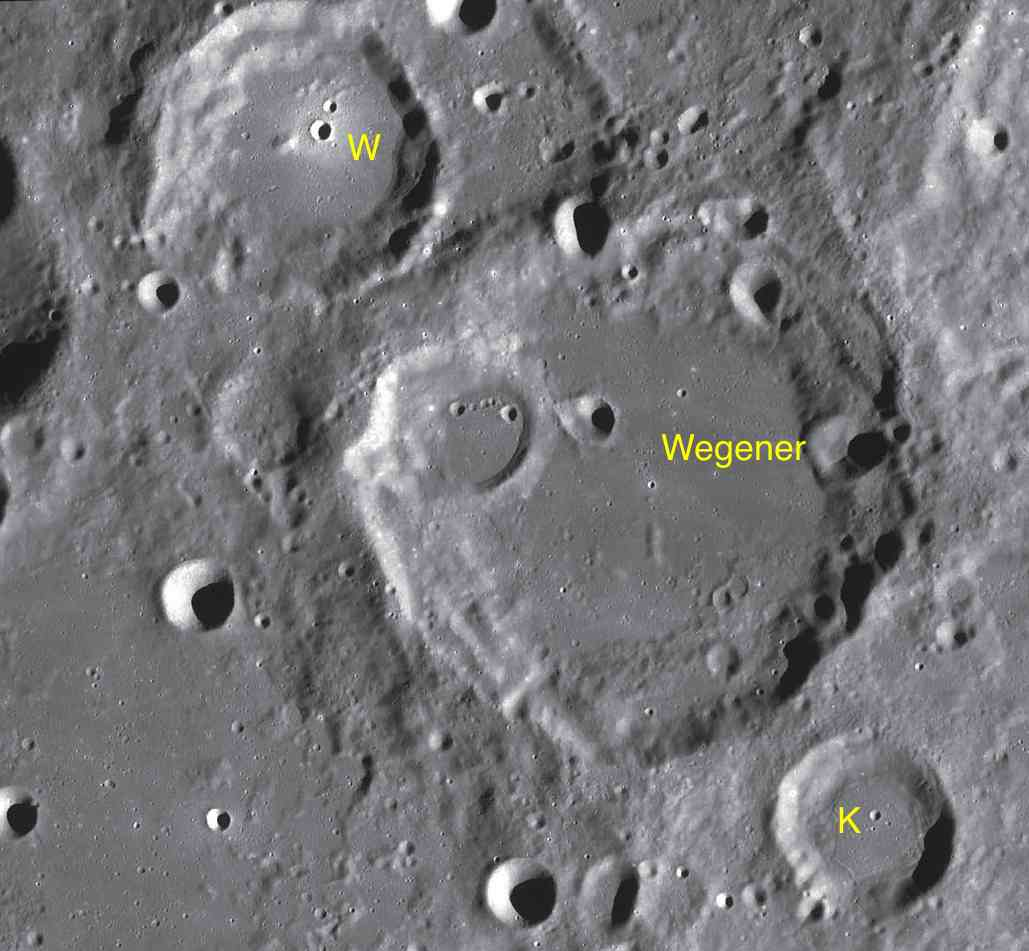
Фрагмент мапи LAC-35.

- Утворення сателітного кратера Вегенер K відбулося у нектарському періоді[1].